# 伊藤美来
伊藤 美来（いとう みく、1996年10月12日 - ）は、日本の女性声優、歌手。東京都出身。スタイルキューブ所属。

## 略歴
2012年、第1回スタイルキューブ声優オーディションに合格。研修生としてスタイルキューブに所属。
2013年、『アイドルマスター ミリオンライブ!』の七尾百合子役で声優デビュー。同年には同じ研修生の豊田萌絵とともに声優ユニット「StylipS」に加入。豊田と同時に研修生から本所属に切り替わった。
2014年、『普通の女子校生が【ろこどる】やってみた。』の宇佐美奈々子役でテレビアニメ初主演。本人いわくこの作品が声優生活のターニングポイント。
2015年5月、豊田萌絵とともに声優ユニット「Pyxis」を結成。2016年2月に初のワンマンライブを開催。
2016年10月12日、日本コロムビアからデビューシングル「泡とベルベーヌ」を発売し、歌手としてソロデビュー。
2019年12月16日、集英社『グラジャパ!アワード2019』声優部門賞受賞。
2021年12月、『グラジャパ!アワード2021』でデジタル写真集『BEYOND』が最優秀作品賞を受賞。

## 人物
「美来」という名前は、「心の美しい娘に育って欲しい、訪れるものは美しいものであって欲しい」という意味で付けられた。
小さい頃から舞台、テレビドラマなどの芝居を観ることが好きであり、テレビドラマを見ながら女優と同じ表情をしてみたり、どんな感情なのかを想像して泣いたり笑ったりという遊びをしていた。演じることをしたいという密かな思いはその頃からあったが、憧れどまりだった。
アニメがすごく好きで詳しい中高時代の友人がおり、色々な作品を教えてもらうなかで職業としての声優があることを知った。調べていたところ、声優はアニメキャラクターの声以外にもゲームの声や役者としてテレビドラマ・舞台に出演したり、歌手として活動もしており、なんでもこなす声優という職業に対して感銘を受けたという。
声優を目指すきっかけとなった作品は、『カードキャプターさくら』。
オーディションを受けようとパソコンで「声優」「オーディション」で検索したところ、「第2回ミュージックレイン スーパー声優オーディション」と「第36回ホリプロタレントスカウトキャラバン次世代声優アーティストオーディション」の二つが最初に出て来たが、どちらもすでに募集が終わっていたため、三番目に出て来たスタイルキューブ声優オーディションに応募したという。デビュー作となった『ミリオンライブ!』の七尾百合子役は、伊藤自身と似ている部分があったことなどから、自ら選んでオーディションを受けた役であると語っている。
憧れの声優に早見沙織を挙げており、「食べること」「想像すること」と共に自身を形成する要素として挙げている。また、好きな食べ物には寿司とスパゲッティを挙げ、嫌いな食べ物にはグリンピースを挙げている。特にスパゲッティに関しては9thシングル『パスタ』において自らセルフプロデュース・作詞・作曲を行ったほどである。
趣味はスーパー戦隊シリーズや仮面ライダーシリーズ、ウルトラシリーズなどの特撮ものを見ることである。特撮ヒーロー作品は『仮面ライダー555』のころから見ており、一番好きな作品は『仮面ライダー電王』であるという。弟も変身アイテムとなる玩具を一般販売の物から大人向けに作られた高級な物までよく買うほどであり、Twitterやブログなどでは度々特撮作品の玩具についての紹介をする他、メディア出演の際に特撮の話をすることも多々ある。その由縁もあり、声優でありながら、スーパー戦隊シリーズの作品のEDの公式ダンス動画の出演や、仮面ライダーシリーズの劇場版での特撮初出演などを果たしている。
文学が好きで、大学では日本語を学んでいた。
弟が2人いる。
苦手なものはホラー。

## 出演
太字はメインキャラクター。

### テレビアニメ
2013年
- 翠星のガルガンティア（ダンサー） - モーションアクター
- 帰宅部活動記録（朱雀）
- 世界でいちばん強くなりたい!（望月悠歩）

2014年
- ブラック・ブレット（舞）
- マンガ家さんとアシスタントさんと（足須沙穂乃）
- 普通の女子校生が【ろこどる】やってみた。（宇佐美奈々子）

2015年
- ユリ熊嵐（赤江カチューシャ）
- レーカン!（井上成美、井上のおばあちゃん霊）
- ミリオンドール（マリ子）
- あにトレシリーズ（2015年 - 2016年、星あさみ） - 2シリーズ

2016年
- 魔法少女なんてもういいですから。（篠木真冬、女子C） - 2シリーズ
- はんだくん（森麻衣子）

2017年
- チェインクロニクル 〜ヘクセイタスの閃〜（リリス）
- 武装少女マキャヴェリズム（百舌鳥野のの）
- アクションヒロイン チアフルーツ（赤来杏）

2018年
- りゅうおうのおしごと!（男鹿ささり）
- BanG Dream! ガルパ☆ピコ（2018年 - 2022年、弦巻こころ） - 3シリーズ
- ソードアート・オンライン アリシゼーション（フレニーカ）

2019年
- BanG Dream!（2019年 - 2022年、弦巻こころ） - 2シリーズ
- 五等分の花嫁（2019年 - 2024年、中野三玖） - 4シリーズ
- フライングベイビーズ（2019年 - 2020年、みく）- 3シリーズ
- 上野さんは不器用（田中よもぎ）

2020年
- ネコぱら（メイプル）
- 魔術士オーフェンはぐれ旅（フィエナ）
- グレイプニル（三船奈々）
- プリンセスコネクト!Re:Dive（2020年 - 2022年、コッコロ） - 2シリーズ
- アサルトリリィ BOUQUET（一柳結梨、友人）
- 安達としまむら（しまむら）
- 東京ガンボ（メイ）

2021年
- たとえばラストダンジョン前の村の少年が序盤の街で暮らすような物語（フィロ）
- 異世界魔王と召喚少女の奴隷魔術Ω（ルマキーナ・ウエスエリア）
- 結城友奈は勇者である ちゅるっと!（弥勒蓮華）
- スライム倒して300年、知らないうちにレベルMAXになってました（2021年 - 2025年、ファートラ） - 2シリーズ
- 戦闘員、派遣します!（水のラッセル）
- 白い砂のアクアトープ（海咲野くくる）
- 無職転生 〜異世界行ったら本気だす〜（テルセナ・アドルディア）
- マブラヴ オルタネイティヴ（2021年 - 2022年、榊千鶴） - 2シリーズ
- takt op.Destiny（巨人）
- プラオレ!〜PRIDE OF ORANGE〜（飯原有香）

2022年
- 明日ちゃんのセーラー服（神黙根子）
- 恋愛フロップス（和泉沢愛生、井澤愛）

2023年
- スパイ教室（グレーテ） - 2シリーズ
- 久保さんは僕を許さない（久保明菜）
- 異世界召喚は二度目です（アリゼ・イフリール）
- 政宗くんのリベンジR（ミュリエル・ベッソン）
- SYNDUALITY Noir（2023年 - 2024年、マリア） - 2シリーズ
- アイドルマスター ミリオンライブ！（七尾百合子）
- 星屑テレパス（夕雲みちる）
- 陰の実力者になりたくて!（559）

2024年
- 夜のクラゲは泳げない（光月まひる）
- 声優ラジオのウラオモテ（佐藤由美子 / 歌種やすみ）
- 神は遊戯に飢えている。（ケルリッチ・シー）
- 菜なれ花なれ（海音寺恵深）
- アクロトリップ（伊達地図子 / ダンテ）
- 魔王2099（マキナ＝ソレージュ）

2025年
- 異修羅（彷いのキュネー）
- 薬屋のひとりごと（赤羽）
- プリンセッション・オーケストラ（アリスピアに来た女の子）
- ガチアクタ（チワ）
- 水属性の魔法使い（ニーナ）
- 笑顔のたえない職場です。（間瑞希）

2026年
- 真夜中ハートチューン（雨月しのぶ）
- 転生したらドラゴンの卵だった（ミリア）
- 「お前ごときが魔王に勝てると思うな」と勇者パーティを追放されたので、王都で気ままに暮らしたい（ミルキット）

### 劇場アニメ
2010年代
- THE IDOLM@STER MOVIE 輝きの向こう側へ!（2014年、七尾百合子） - モーションアクターも兼任
- 劇場版 マジンガーZ / INFINITY（2018年、マジンガールズ〈グリーン〉）
- BanG Dream! FILM LIVE（2019年 - 2021年、弦巻こころ） - 2作品

2020年代
- 100日間生きたワニ（2021年、ヒヨコ）
- 劇場版 BanG Dream! ぽっぴん'どりーむ!（2022年、弦巻こころ）
- 映画 五等分の花嫁（2022年、中野三玖）
- がんばっていきまっしょい（2024年、佐伯姫）
- 風都探偵 仮面ライダースカルの肖像（2024年、五条一葉）

### OVA
- 普通の女子校生が【ろこどる】やってみた。（2016年、宇佐美奈々子）
- フラグタイム（2019年、森谷美鈴[112]）

### Webアニメ
- 安達としまむら ミニアニメ（2020年 - 2021年、しまむら）
- 異世界魔王 ミニアニメ（2021年、ルマキーナ・ウエスエリア）
- 白い砂のアクアトープ みに（2021年、海咲野くくる）
- 風都探偵（2022年、五条一葉 / スクリーム・ドーパント[113]）
- チャンチホチャレンジチャンネル（2023年、チャンチホ[114]、バチュル）
- しんでゅありてぃ科学講座（2023年、マリア）

### ゲーム
2013年
- アイドルマスター ミリオンライブ!（2013年 - 2017年、七尾百合子）
- ガールフレンド（仮）（2013年 - 2024年、浅見景、中野三玖）
- 初音ミク Project mirai 2 - モーションアクター

2014年
- 巫女の社（月野由加里）

2015年
- 家電少女（こずえ、しずく、ちの、まどか）
- クイズRPG 魔法使いと黒猫のウィズ（トミ・コトブキ）
- ザクセスヘブン リベリオン（錫）
- 白猫プロジェクト（2015年 - 2020年、ショコラ、ミトラ）
- しんぐんデストロ〜イ!（七尾百合子）
- スクールガールストライカーズ（若月チカ）
- 猫耳さばいばー!（怪盗ニャイト、ブラウ）
- 嫁コレ（井上成美、伊藤美来）

2016年
- オルタナティブガールズ（朝比奈乃々）
- シューティングガール（酒崎桐子）
- ブレイブソード×ブレイズソウル（陽菜さま）
- リーリヤのおともだち（怪盗ニャイト）
- りっく☆じあ〜す（74式戦車回収車、155mm榴弾砲、金沢香林）

2017年
- 天空のクラフトフリート（アマテラス）
- ららマジ（南さくら）
- バンドリ！ ガールズバンドパーティ！（2017年 - 2025年、弦巻こころ）
- 星界神話（ユイ）
- エンドライド -X fragments-（リリーベル）
- アイドルマスター ミリオンライブ! シアターデイズ（2017年 - 2025年、七尾百合子）
- 無人戦争2099（王美玲）
- モン娘☆は〜れむ（アマテラス）
- Shadowverse（2017年 - 2019年、銀車の回し手、死竜の使い手、天界の尖兵、コッコロ）

2018年
- プリンセスコネクト！Re:Dive（2018年 - 2025年、コッコロ / 棗こころ、しろ）
- キングスレイド（アネット）
- 暁のエピカ（ユイ）
- マップラス＋カノジョ（橘奈央）
- グランブルーファンタジー（2018年 - 2024年、コルル、コッコロ）

2019年
- ビーナスイレブンびびっど！（中野三玖）
- 剣と天秤のディテクタシー（フェレス）
- 妖怪餐廳（候梓）
- デスティニーチャイルド（ティスベ）
- アルカ・ラスト 終わる世界と歌姫の果実（リースベット）
- ウチの姫さまがいちばんカワイイ（中野三玖）
- 白き鋼鉄のX THE OUT OF GUNVOLT（イソラ）
- CHUNITHM（小野美苗）
- 英語とクイズのココロセカイ（中野三玖）
- WAR OF THE VISIONS ファイナルファンタジー ブレイブエクスヴィアス 幻影戦争（ユニ）
- 結城友奈は勇者である 花結いのきらめき（2019年 - 2022年、弥勒蓮華）
- ソードアート・オンライン アリシゼーション・ブレイディング / アンリーシュ・ブレイディング（2019年 - 2022年、フレニーカ、七尾百合子）
- ブラウンダスト（バンシーナ）

2020年
- 超偉人大戦 -異世界で始める偉人大戦争-（千利休）
- ブレイドストーリー（中野三玖）
- 白猫テニス（中野三玖）
- ドラガリアロスト（ミツバ）
- けものフレンズ3（ヒメアリクイ）
- 絵師神の絆（レオ）
- コード: ドラゴンブラッド（上杉絵梨衣）
- アイドルマスター シンデレラガールズ スターライトステージ（コッコロ）
- キングダムオブヒーロー（ティターニア）
- セイクリッドブレイド（ウンディーネ）
- ワールドフリッパー（コッコロ）
- AFK アリーナ（イザベラ）
- エレメンタルストーリー（中野三玖）
- セブンズストーリー（コッコロ）
- ダンジョンに出会いを求めるのは間違っているだろうか 〜メモリア・フレーゼ〜（アーディ・ヴァルマ）
- アイ・アム・マジカミ（中野三玖）
- エースアーチャー（キャンディウィッチ、九歌）
- クリミナルガールズX（ウサギ）
- 五等分の花嫁 五つ子ちゃんはパズルを五等分できない。（中野三玖）
- 天姫契約〜ファイナルプリンセス〜（夢乃）
- 三国志名将伝（張星彩）
- ユニゾンリーグ（中野三玖）
- りゅうおうのおしごと!（男鹿ささり）

2021年
- アイドルマスター ポップリンクス（七尾百合子）
- 五等分の花嫁∬ 〜夏の思い出も五等分〜（中野三玖）
- アリス・ギア・アイギス（2021年 - 2024年、春日丘もえ）
- 帝国サーガ〜三国戦国ごちゃまぜの乱世〜（貂蝉）
- とある魔術の禁書目録 幻想収束（烏丸府蘭）
- 共闘ことばRPG コトダマン（中野三玖）
- 少女廻戦 時空恋姫の万華境界へ（黄月英、張宝）
- リネージュ2M（イノリン）
- ミトラスフィア -MITRASPHERE-（ネキア支部長）
- 閃乱忍忍忍者大戦ネプテューヌ -少女達の響艶-（ユウキ）
- 英雄伝説 黎の軌跡（アニエス・クローデル）
- ポーカーチェイス（メイメイ）
- 彼女、お借りします ヒロインオールスターズ（中野三玖）
- Project MIKHAIL（榊千鶴）
- 東方ロストワード 
- テイルズ オブ ルミナリア（アナマリア・マルシュナー）
- Wonderland Wars（パピール）
- アーテリーギア-機動戦姫-（ハスター）
- アサルトリリィ Last Bullet（一柳結梨）
- 御城プロジェクト:RE〜CASTLE DEFENSE〜（DMM城）

2022年
- おじさまと猫 スーパーミラクルパズル（マリン）
- Relayer（ヒミコ）
- プラオレ!〜SMILE PRINCESS〜（飯原有香）
- ソウルタイド（オーロラ）
- 放置少女〜百花繚乱の萌姫たち〜（公輸盤、中野三玖）
- プリコネ！グランドマスターズ（コッコロ）
- オリエント・アルカディア（諸葛果）
- N-INNOCENCE-（グリムゲルデ）
- アズールレーン（インドミタブル）
- 冤罪執行遊戯ユルキル（一凛花華）
- 映画「五等分の花嫁」 〜君と過ごした五つの思い出〜（中野三玖）
- エターナルツリー（エルザ）
- INFINITY SOULS（進藤真澄）
- デュエル・マスターズ プレイス（中野三玖）
- パニシング:グレイレイヴン（リーフ〈2代目〉）
- ディオフィールド クロニクル（ロレイン・ルクシオ）
- 英雄伝説 黎の軌跡 II -CRIMSON SiN-（アニエス・クローデル）
- ミリオンモンスター（ノーラ）
- メメントモリ（オリヴィエ）
- 無期迷途（夏音）
- たとえばラストダンジョン前の村の少年が序盤の街で暮らすような物語 〜ドタバタ英雄譚〜（フィロ）
- ぷよファイブミニ ファイバーでフィーバー！（ユキ）
- ゴエティアクロス（シオン）
- ブラック★ロックシューター FRAGMENT（フーリン）
- SAMURAI MAIDEN -サムライメイデン-（依夜）

2023年
- Engage Kill（メイシャン）
- 404 GAME RE:SET -エラーゲームリセット-（ザ・ハウス・オブ・ザ・デッド）
- 崩壊:スターレイル（符玄）
- 転生したらスライムだった件 魔王と竜の建国譚（クリシェ）
- ドラゴンクエスト チャンピオンズ（エルミア）
- 五等分の花嫁 ごとぱずストーリー（中野三玖）
- takt op.（巨人）
- マブラヴ：ディメンションズ（2023年 - 2024年、榊千鶴）
- トワツガイ（2023年 - 2024年、コマドリ）
- 五等分の花嫁 〜彼女と交わす五つの約束〜（中野三玖）
- リバース:1999（サザビー）
- 妖怪ウォッチ ぷにぷに（中野三玖）
- 陰の実力者になりたくて!マスターオブガーデン（2023年 - 2024年、ウィクトーリア）

2024年
- グランブルーファンタジー ヴァーサス -ライジング-（コッコロ） - DLC追加キャラクター
- おねがい社長！（リーシャ）
- Sランクパーティから解雇された【呪具師】（モーラ、カーラ、シャリナ、ギムリー、リズネット）
- 五等分の花嫁 ごとぱずストーリー 2nd（中野三玖）
- 護縁（グーリー）
- CalorieMate LIQUID FOR GAME CREATORS（カロリーメイト リキッド ヨーグルト味）
- モンスターストライク（久遠、中野三玖）
- 英雄伝説 界の軌跡 -Farewell, O Zemuria-（アニエス・クローデル）
- レゾナンス:無限号列車（阿知波）
- カルドアンシェル（イソラ）
- 魔女のふろーらいふ（ルフル）
- 箱庭開拓 ハムスターと太陽の里

2025年
- D.C. Re:tune 〜ダ・カーポ〜 リチューン（天枷美春）

### ドラマCD
2013年
- この男子、悪人と呼ばれます。（東雲茜）
- なみぞうあいらんど ドラマCD Vol.3「全力で片想い」（小阪はるな）

2015年
- アイドルマスター ミリオンライブ！ シリーズ（2015年 - 2022年、七尾百合子〈トゥインクルリリー / 百合子 / リリー警部〉）

2017年
- 剣士を目指して入学したのに魔法適性9999なんですけど!?（シャーロット） - 第4巻ドラマCD付き限定特装版
- プリンセスコネクト！Re:Dive PRICONNE CHARACTER SONG（2017年 - 2020年、コッコロ） - 3作品

2020年
- 白き鋼鉄のX THE OUT OF GUNVOLT イソラ 全力アイドルロード（イソラ）
- トレインカルテット（中井すず）

### デジタルコミック
- 柚子川さんは察して欲しい。（2021年、柚子川久留莉[237]）
- 【朗報】俺の許嫁になった地味子、家では可愛いしかない。（2021年、綿苗結花[238]）
- 黒崎さんの一途な愛がとまらない（2022年、白瀬小春[239]）
- 一瞬で治療していたのに役立たずと追放された天才治癒師、闇ヒーラーとして楽しく生きる 漫画朗読PV（2022年、ナレーション（全役）[240]）
- レイルウェイ／ゲイトウェイ（2022年、平木あかり[241]）
- 弱気MAX令嬢なのに、辣腕婚約者様の賭けに乗ってしまった コミックス3巻購入特典・録りおろしボイスコミック（2022年、ピア[242]）

### 吹き替え
- 凹凸世界（2019年、アンリーチェ[243]）

### ラジオ
※はインターネット配信。
- Lip Style!!（2013年 - 2015年、bayfm）
- SweetDivaの世界でいちばん強いラジオになりたい!（2013年 - 2014年、ラジオ大阪・HiBiKi Radio Station※・ニコニコチャンネル※）
- 今夜もざわざわ♪レーカン!ラジオ...なんです。（2015年、音泉※）[244]
- ミリオンドール 〜リアルすぎるアイドルラジオ〜（2015年、ラジオ大阪・超!A&G※・ニコニコチャンネル）
- あにトレ!EX ラジオ燃焼系（2015年 - 2016年、超!A&G+※・ラジオ大阪・ニコニコチャンネル※）[245]
- Pyxisのキラキラ大作戦!（2016年 - 、ニコニコ生放送※）[246]
- Pyxisの夜空の下de Meeting（2016年 - 2023年、超!A&G+※・ニコニコチャンネル※）[247]
- 伊藤美来 まるっとまとめ!（2016年 - 2017年、超A&G+※）[248]
- プリコネチャンネルRe:Dive（2017年 - 、HiBiKi Radio Station※）[249]
- TS ONE UNITED 〜伊藤美来のワタシイロ〜（2017年、TS ONE※）[250]
- THE IDOLM@STER MUSIC ON THE RADIO（2019年、ニコニコ生放送※） - アシスタントパーソナリティー[251]
- ラジオ『結城友奈は勇者である 花結いのきらめき』勇者部活動報告（2020年 - 2021年、音泉※）[252]
- 白い砂のアクアトープ がまがま水族館 館内放送局 / アクアリウム・ティンガーラ館内放送局（2021年 - 2022年、音泉※）[253]
- 黎の軌跡 presents ヴァンさん、ラジオの時間ですよ！（2022年 - 2023年、文化放送）[254]
- 『恋愛フロップス』ラジオ おいでよ！あさひんち（2022年 - 2023年、音泉※）
- 豊田萌絵 with もえころがし（2023年 - 2025年、超!A&G+※）[注 2]
- TVアニメ「夜のクラゲは泳げない」ヨルクラジオ 〜目指せフォロワー10万人〜（2024年、音泉※）

### ラジオCD
- ラジオCD 今夜もざわざわ♪ レーカン!ラジオCD…なんです。 第0巻・第1巻（2015年）

### 特撮
- 劇場版 仮面ライダーゼロワン REAL×TIME（2020年、アナウンサー型ヒューマギア[27]）
- 仮面ライダーリバイス（2021年 - 2022年、ラブコフの声[256]、本人役〈顔出し〉[257]） - 5作品[一覧 14]
- ウルトラマンレグロス（2023年、スピカの声[258]）

### テレビ番組
- アニメマシテ（2014年、テレビ東京）MC
- アニ☆ステ（2019年、日本テレビ）
- TVアニメ『声優ラジオのウラオモテ』特別番組「声優ラジオのナカノヒト」（2024年、AT-X）

### インターネット配信番組
- 流川シティチャンネル （2014年、YouTube）[259]
- 新・流川シティチャンネル 〜伊藤美来が【宣伝本部長】やってみた。〜（2014年、YouTube）
- 伊藤美来のなんでもない日ばんざい（2015年 - 2017年、Ustream）
- 流川シティチャンネル 流川観光だより（2016年、dアニメストア・YouTube）
- バンドリ！ ガールズバンドパーティ！@ハロハピCiRCLE放送局（2017年 - 、FRESH!・ニコニコ生放送・YouTube）
- 伊藤美来の「フレッシュはじめました」（2018年 - 、FRESH!）
- 伊藤美来 LINE LIVE。（2019年 - 2023年、LINE LIVE）[260]
- グッスマTV!sideA（2020年 - 2021年、YouTube）[261]
- チーム伊藤の会（2023年 - 2025年、YouTube）[262]

### ナレーション
- アニメマシテ（2014年8月5日 - 8月26日、テレビ東京）
- かまいガチ（2021年6月4日[263]、テレビ朝日）

### 映像商品
- THE IDOLM@STER MILLION LIVE! シリーズ
  - THE IDOLM@STER 8th ANNIVERSARY HOP! STEP!! FESTIV@L!!! @YOKOHAMA0804（2014年）[264]
  - U・N・M・E・I ライブ 初回限定盤特典BD（2014年）
  - THE IDOLM@STER M@STERS OF IDOL WORLD!!2014 Day1（2014年）[265]
  - THE IDOLM@STER MILLION LIVE! 1stLIVE HAPPY☆PERFORM@NCE!! Blu-ray（2014年）[266]
  - THE IDOLM@STER MILLION LIVE! 2ndLIVE ENJOY H@RMONY!! Live Blu-ray（2015年）[267]
  - THE IDOLM@STER M@STER OF IDOL WORLD!!2015 Live Blu-ray Day2（2016年）[268]
  - THE IDOLM@STER MILLION LIVE! 3rdLIVE TOUR BELIEVE MY DRE@M!! LIVE Blu-ray （2016年）[269][270][271][272]
  - THE IDOLM@STER MILLION LIVE! 4thLIVE TH@NK YOU for SMILE! LIVE Blu-ray DAY1/DAY2/DAY3（2018年）[273][274][275][276]
  - THE IDOLM@STER 765 MILLIONSTARS HOTCHPOTCH FESTIV@L!! LIVE Blu-ray DAY1（2018年）[277][278]
  - THE IDOLM@STER MILLION LIVE! 5thLIVE BRAND NEW PERFORM@NCE!!! LIVE Blu-ray DAY1（2019年）[279]
  - THE IDOLM@STER MILLION LIVE! 6thLIVE TOUR UNI-ON@IR!!!! LIVE Blu-ray（2020年）[280][281]
  - THE IDOLM@STER MILLION LIVE! 7thLIVE Q@MP FLYER!!! Reburn LIVE Blu-ray DAY2（2022年）[282][283][284]
  - THE IDOLM@STER MILLION LIVE! 9thLIVE ChoruSp@rkle!! LIVE Blu-ray DAY1（2024年）[285][286]
- Animelo Summer Live
  - Animelo Summer Live 2017 -THE CARD- Blu-ray（2018年、Pyxis、アイドルマスター ミリオンスターズとして出演）[287]
  - Animelo Summer Live 2018 “OK!" Blu-ray（2019年、伊藤美来、アイドルマスターミリオンライブ！ミリオンスターズとして出演）[288]
  - Animelo Summer Live 2019 -STORY- Blu-ray（2020年、アニメロサマープリンセス from プリンセスコネクト！Re:Dive・伊藤美来として出演、シークレットゲストとして弦巻こころ＆ミッシェル from ハロー、ハッピーワールド！名義でも出演）[289]
  - Animelo Summer Live 2021 -COLORS- Blu-ray（2022年、伊藤美来として出演、シークレットゲストとして"一柳隊 with 一柳結梨"名義でも出演）[290]
  - Animelo Summer Live 2022 -Sparkle- DAY2（2023年）
  - Animelo Summer Live 2023 -AXEL- DAY3（2024年）
- BanG Dream!(バンドリ!)
  - ハロー、ハッピーワールド！ 3rd Single「キミがいなくちゃっ！」Blu-ray付生産限定盤 (2018年)[291]
  - 「BanG Dream! 6th☆LIVE」Blu-ray (2019年)[292]
  - TOKYO MX presents「BanG Dream! 7th☆LIVE」Blu-ray DAY2 (2020年)[293]
  - RAISE A SUILEN 1st Album「ERA」Blu-ray付生産限定盤 (2020年)[294]
- その他
  - 五等分の花嫁 スペシャルイベント Blu-ray/DVD（2019年）[295]
  - イロドリミドリ LIVE'20 第一回 HaNaMiNa 定例会（2021年）[296][297]
  - 「五等分の花嫁∬ SPECIAL EVENT 2021 in 中野サンプラザ」 Blu-ray/DVD（2021年）[298]

### CM・PV
- 三角の距離は限りないゼロ TVCM（2019年、ナレーション[299]）
- スパイ教室 PV（2020年、コードネーム〈愛娘〉）[300]
- 声優ラジオのウラオモテ PV（2020年、歌種やすみ〈佐藤由美子〉[301]）
- ライアー・ライアー TVCM・PV（2020年、姫路白雪[302][303]）
- 侯爵令嬢の借金執事 スペシャルPV（2020年、エミリア・ロードランド[304]）
- マスカレード・ナイト スペシャルムービー（2020年、山岸尚美[305][306]）
- 安達としまむら TVCM（2020年、しまむら[307]）
- 魔王2099 PV（2021年、マキナ＝ソレージュ[308]）
- 【電撃文庫朗読してみた】
  - 恋は双子で割り切れない PV（2021年、朗読[309]）
  - キノの旅 the Beautiful World PV（2021年、朗読[310]）
  - 安達としまむら PV（2021年、朗読[311]）
  - キミの青春、私のキスはいらないの？ PV（2021年、朗読[312]）
- 【朗報】俺の許嫁になった地味子、家では可愛いしかない。 PV（2021年、綿苗結花[313]）
- dアニメストア TVCM（2022年、ナレーション[314]）
- ファイブミニ web movie「社内恋愛はじめました篇」「OL外回り日和篇」（2022年、ユキ[208]、先輩[208]）
- 断頭台の花嫁 世界を滅ぼすふつつかな竜姫ですが。 PV（2022年、伊良子燐音[315]）
- 『FLOS COMIC』アニマル動画（2023年、ピア（リス）[316]）
- しまむらのサステナビリティ活動動画（2023年、しまうさ[317]）
- スイカゲーム×モスバーガーコラボWEB動画「まぜるシェイク あまおうモード突入」編（2024年）[318]
- Pokémon HOME紹介動画（2024年、声[319]）
- サントリー -196 WebCM「本格レモンアニメ 変身」篇（2025年、ジューシーレモン[320][321]）

### パチンコ・パチスロ
- Pフィーバー アイドルマスター ミリオンライブ!（2021年、七尾百合子[322]）
- パチスロ アイドルマスター ミリオンライブ!（2021年、七尾百合子[323]）

### オーディオブック
- 声優ラジオのウラオモテ（2021年 - 2022年、ナレーター[324]）

### オーディオドラマ
- 好きすぎるから彼女以上の、妹として愛してください。 第4巻特典ボイスドラマ（2020年、妹尾瑞希[325]）
- 弱気MAX令嬢なのに、辣腕婚約者様の賭けに乗ってしまった 原作小説5巻購入特典・書きおろしオーディオドラマ（2022年、ピア[242]）
- 夜のクラゲは泳げない ボイスドラマ（2024年、光月まひる）

### 玩具・グッズ
- TRUE WIRELESS STEREO EARPHONES アニメ「五等分の花嫁∬」中野三玖モデル（2021年1月）[326]
- 仮面ライダーリバイス 変身ベルト DXリベラドライバー（2022年3月）
- 仮面ライダーリバイス DXメモリアルバイスタンプ 五十嵐さくら&ラブコフセット（2023年2月）
- SHARP ヘルシオ・ホットクック・空気清浄機「五等分の花嫁」カスタムボイス（2023年3月）[327]

### 舞台・朗読劇
- 朗読劇『声優ラジオのウラオモテ』（2022年4月24日、ところざわサクラタウンジャパンパビリオンホールA） - 歌種やすみ〈佐藤由美子〉役[328]
- 朗読劇「星降る街」（2022年7月9日、大手町三井ホール） - 詩織 役[329][330]
- ノサカラボ朗読劇 アルセーヌ・ルパン #3「緑の目の令嬢」（2023年9月30日、日経ホール） - オーレリー・ダストゥー 役[331]
- 朗読劇『君の膵臓をたべたい』2025（2025年4月5日・6日、日本青年館ホール） - 山内桜良 役[332]
- 朗読劇『少年のアビス』presented by eeo Stage（2025年7月〈予定〉、あうるすぽっと）[333]

### その他コンテンツ
- 流鉄 車内放送（2015年9月19日 - 2016年3月28日、宇佐美奈々子[334]）
- プリンセスコネクト!Re:Dive ボイス付きLINEスタンプ（2018年、コッコロ）
- 絵師100人展 10 - 14 音声ガイド（2020年 - 2024年、千ちゃん[335]）
- アプリ『MAPLUSキャラdeナビ』（2022年、海咲野くくる[336]）
- アプリ『兽耳助手』（2023年、中野三玖[337]）
- 『トワツガイ Fans』ストーリー（2024年、コマドリ[338]）

## ディスコグラフィ

### タイアップ曲
| 楽曲                 | タイアップ                                                        | 時期   |
| -------------------- | ----------------------------------------------------------------- | ------ |
| 泡とベルベーヌ       | テレビ番組『アニメマシテ』10月エンディングテーマ                  | 2016年 |
| Shocking Blue        | テレビアニメ『武装少女マキャヴェリズム』オープニングテーマ        | 2017年 |
| 守りたいもののために | テレビアニメ『りゅうおうのおしごと!』エンディングテーマ           | 2018年 |
| あの日の夢           | テレビアニメ『りゅうおうのおしごと!』エンディングテーマ           | 2018年 |
| 閃きハートビート     | テレビアニメ『上野さんは不器用』オープニングテーマ                | 2019年 |
| Plunderer            | テレビアニメ『プランダラ』オープニングテーマ                      | 2020年 |
| 孤高の光 Lonely dark | テレビアニメ『プランダラ』オープニングテーマ                      | 2020年 |
| one's heart          | ゲーム『りゅうおうのおしごと!』エンディングテーマ                 | 2020年 |
| No.6                 | テレビアニメ『戦闘員、派遣します!』オープニングテーマ             | 2021年 |
| 青100色              | テレビアニメ『古見さんは、コミュ症です。』第2期オープニングテーマ | 2022年 |
| 点と線               | テレビアニメ『星屑テレパス』オープニングテーマ                    | 2023年 |
| Now On Air           | テレビアニメ『声優ラジオのウラオモテ』オープニングテーマ          | 2024年 |

## ライブ・イベント

### 合同ライブ
| 出演日         | タイトル                                      | 会場                                                 |
| -------------- | --------------------------------------------- | ---------------------------------------------------- |
| 2018年4月1日   | FANJ Premium Live 2018                        | 京都FANJ（京都府）                                   |
| 2018年8月24日  | Animelo Summer Live 2018 "OK!"                | さいたまスーパーアリーナ（埼玉県）                   |
| 2018年11月10日 | 京 Premium Live 2018                          | ロームシアター京都（京都府）                         |
| 2019年1月19日  | ANIMAX MUSIX 2019 OSAKA supported by ひかりTV | 大阪城ホール（大阪府）                               |
| 2019年8月30日  | Animelo Summer Live 2019 -STORY-              | さいたまスーパーアリーナ（埼玉県）                   |
| 2019年10月27日 | ANIMAX MUSIX 2019 KOBE supported by スカパー! | 神戸ワールド記念ホール（兵庫県）                     |
| 2019年12月7日  | 京 Premium Live 2019                          | ロームシアター京都（京都府）                         |
| 2020年10月18日 | EJ ANIME MUSIC FESTIVAL 2020                  | ところざわサクラタウン・ジャパンパビリオン（埼玉県） |
| 2020年12月13日 | 京 Premium Live 2020                          | ロームシアター京都（京都府）                         |
| 2021年1月30日  | ANIMAX MUSIX 2021 ONLINE supported by U-NEXT  | 有明アリーナ（東京都）                               |
| 2021年6月19日  | EJ My Girl Festival 2021                      | 舞浜アンフィシアター（千葉県）                       |
| 2021年8月29日  | Animelo Summer Live 2021 -COLORS-             | さいたまスーパーアリーナ（埼玉県）                   |
| 2021年11月20日 | ANIMAX MUSIX 2021                             | 横浜アリーナ（神奈川県）                             |
| 2021年12月11日 | 京 Premium Live 2021                          | ロームシアター京都（京都府）                         |
| 2022年3月5日   | EJ My Girl Festival 2022                      | 舞浜アンフィシアター（千葉県）                       |
| 2022年8月27日  | Animelo Summer Live 2022 -Sparkle-            | さいたまスーパーアリーナ（埼玉県）                   |
| 2022年11月19日 | ANIMAX MUSIX 2022 Part2                       | 横浜アリーナ（神奈川県）                             |
| 2023年1月28日  | リスアニ!LIVE 2023 SATURDAY STAGE             | 日本武道館（東京都）                                 |
| 2023年8月27日  | Animelo Summer Live 2023 -AXEL-               | さいたまスーパーアリーナ（埼玉県）                   |
| 2023年11月18日 | ANIMAX MUSIX 2023                             | 横浜アリーナ（神奈川県）                             |
| 2024年3月30日  | Lemino presents ANIMAX MUSIX 2024 SPRING      | 武蔵野の森総合スポーツプラザ（東京都）               |
| 2024年7月28日  | リスパレ！LIVE vol.1 DAY2                     | 心斎橋 BIGCAT（大阪府）                              |
| 2024年8月31日  | Animelo Summer Live 2024 -Stargazer-          | さいたまスーパーアリーナ（埼玉県）                   |
| 2024年11月16日 | ANISAMA WORLD 2024 in Shanghai                | 久事体育场馆旗忠网球中心                             |

### 単独イベント
| 出演日         | タイトル                                                                     | 会場                           |
| -------------- | ---------------------------------------------------------------------------- | ------------------------------ |
| 2016年5月28日  | 伊藤美来ファンミーティング                                                   | 新宿ReNY（東京都）             |
| 2018年10月13日 | 伊藤美来 Birthday Event 2018 〜22歳、そんなに大人ですか？〜                  | 新宿FACE（東京都）             |
| 2019年10月13日 | 伊藤美来 Birthday Event 2019 〜23歳、いいお姉さんになりたいんじゃ〜          | 竹芝ニューピアホール（東京都） |
| 2020年1月5日   | 伊藤美来 Birthday Event 2019 〜23歳、いいお姉さんになりたいんじゃ 特別公演〜 | 竹芝ニューピアホール（東京都） |
| 2022年10月8日  | 伊藤美来 2022 Birthday Event ”Beauty&Healthy”〜美しく健康を手に入れたい女〜  | 竹芝ニューピアホール（東京都） |
| 2023年10月22日 | 伊藤美来 2023 Birthday Event HAVE A NICE TRIP そうだ！旅行いこう！           | 竹芝ニューピアホール（東京都） |
| 2024年10月20日 | 伊藤美来 BIRTHDAY EVENT 2024 HOME&NIGHT Party                                | 竹芝ニューピアホール（東京都） |

## 書籍

### 連載
- 伊藤美来のひとりでヒーローごっこ。（WEB連載、超！アニメディアチャンネル、2014年11月3日 - ）
- みく色さがし（声優グランプリ 2016年8月号[342][343] - 2018年10月号）
- みっくとえほん（声優グランプリ 2019年1月号[344] - 2021年3月号）
- みっくぶっくかたろぐ（声優グランプリ 2021年5月号[345] - 2025年6月号[346]）
- 伊藤美来のmoi!（2024年 - 、リスアニ!）※Web連載エッセイ[347]

### 写真集
- 伊藤美来1st写真集『むじゃき。』（2016年9月26日、主婦の友社、ISBN 978-4-07-418828-4）[348]
- 伊藤美来写真集『Sheer』（2021年12月10日、小学館、ISBN 978-4-09-682379-8）

### デジタル写真集
- 伊藤美来 「morning routine」（2021年1月8日、白夜書房、ASIN B08RD8NKRQ）
- 伊藤美来写真集「BEYOND」（2021年4月19日、集英社、ASIN B092Q87J3Q）

### フォトブック
- palette 〜みく色さがし〜（2018年10月1日、主婦の友社、ISBN 978-4-07-433360-8）
- 伊藤美来フォトブック みっくのえほん（2021年2月22日、主婦の友社、ISBN 978-4-07-446859-1）

### トレーディングカード
- Voice Actor Card Collection VOL.05 伊藤美来 feat.弦巻こころ「みっくす みっく」（2020年10月12日、ブシロードメディア）[349]